# Alexander Hacke
Alexander von Borsig, conosciuto anche come Alex Hacke, meglio noto come Alexander Hacke (Berlino, 11 ottobre 1965), è un musicista e produttore discografico tedesco conosciuto anche per la sua attività con gli Einstürzende Neubauten.
Hacke è inoltre autore di due album solista e di numerose collaborazioni con artisti come The Tiger Lillies, Danielle de Picciotto, Crime and the City Solution, Gianna Nannini, Gry, Miranda Sex Garden, Terranova, Sprung Aus Den Wolken, Wovenhand, Aedi, Mona Mur, Die Ichs, Schlaflose Naechte, Fred Alpi.

## Biografia
Alexander von Borsig nasce a Berlino l'11 ottobre 1965. La madre Angela Mettbach, fu una figura attiva nella vita notturna berlinese ed ebbe una breve carriera musicale nel gruppo Octopussy.

### Primi anni di attività

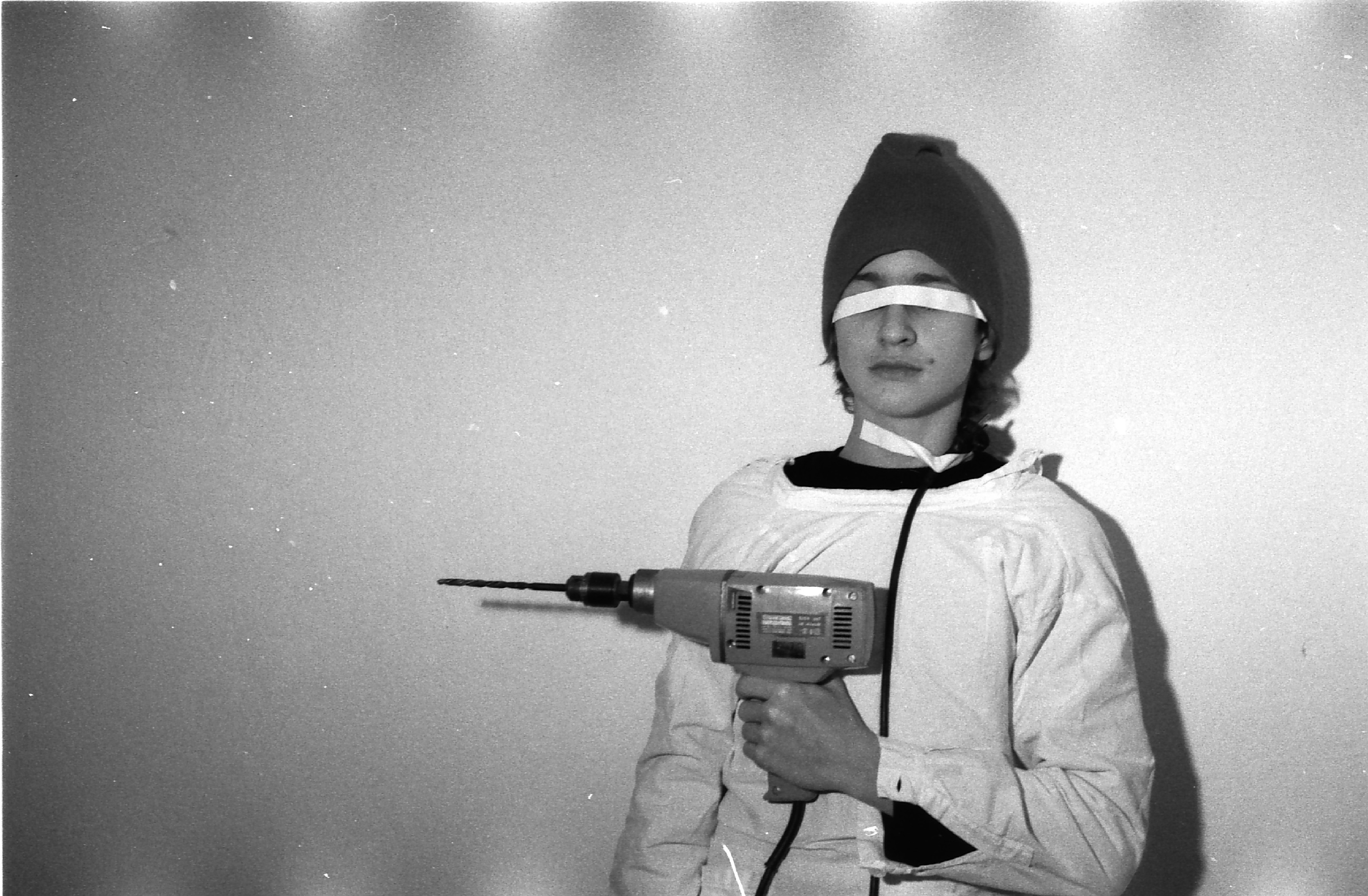
Hacke in una foto del 1980 legata al progetto "Blässe"

Nei primi anni '80 Alexander inizia la sua attività di musicista con lo pseudonimo Hiroschima realizzando una serie di cassette e di minialbum. Contemporaneamente partecipa all'attività di numerose altre band, fra le quali i Sentimentale Jugend progetto in collaborazione con la sua ragazza di allora Christiane Vera Felscherinow, l'autrice con lo pseudonimo di Cristiane F del libro autobiografico Noi, i ragazzi dello zoo di Berlino. Fu inoltre membro dei Sprung Aus Den Wolken e Mona Mur.
Nel 1980, con lo pseudonimo Alexander Hacke, entra come chitarrista negli Einstürzende Neubauten, che si erano formati pochi mesi prima. Solo negli anni '90 passerà al basso diventandone anche una delle figure principali assieme al cantante Blixa Bargeld.
Nel 1983 appare assieme a Christiane Vera Felscherinow nel film Decoder.